# Hans Finohr
Hans Finohr (5 de septiembre de 1891 - 8 de noviembre de 1966) fue un actor teatral y cinematográfico alemán.

## Biografía
Nacido en Rynek, Voivodato de Varmia y Masuria, Polonia, en aquel momento parte de Prusia Occidental, tomó clases de actuación con Hans Peppler y debutó como actor en 1919 en Mamonovo. Posteriormente tuvo diferentes compromisos teatrales en escenarios de Königsberg, Gera, Viena, Mannheim y Leipzig. Entre 1943 y 1957 trabajó como actor y, en ocasiones, como director del Staatsschauspiel de Dresde, siendo después un actor independiente. En esa época llevó a cabo también actuaciones en Berlín Oeste y en Schwerin. 
Finohr tuvo una activa vida política, siendo miembro del consejo de administración del sindicato de artistas y del consejo científico artístico del Ministerio de Cultura de la República Democrática de Alemania. Por sus servicios, Finohr fue honrado el 1 de septiembre de 1951 por la Comisión Estatal de Asuntos Artísticos con el título de profesor, y en 1954 recibió la Orden del Mérito de la Patria.
Además de su trabajo teatral, Finohr también participó en numerosas producciones cinematográficas y televisivas de la Deutsche Film AG y de la Deutscher Fernsehfunk como actor de carácter. Dos de sus papeles más conocidos fueron el del viejo ayuda de cámara en el film de Kurt Maetzig Kabale und Liebe, y el de Schröder en Das Lied der Matrosen.
Hans Finohr falleció en Potsdam, Alemania, en 1966.

## Filmografía (selección)
- 1952 : Das verurteilte Dorf
- 1952 : Geheimakten Solvay
- 1954 : Ernst Thälmann – Sohn seiner Klasse
- 1957 : Schlösser und Katen
- 1957 : Wo du hingehst…
- 1958 : Das Lied der Matrosen
- 1959 : SAS 181 antwortet nicht
- 1959 : Tilman Riemenschneider
- 1959 : Kabale und Liebe
- 1959 : Eine alte Liebe
- 1960 : Fünf Patronenhülsen
- 1961 : Ein Sommertag macht keine Liebe
- 1962 : Das grüne Ungeheuer (TV)
- 1962 : Tanz am Sonnabend – Mord?
- 1963 : Sonntagsfahrer
- 1965 : Solange Leben in mir ist
- 1965 : Denk bloß nicht, ich heule
- 1965 : Tiefe Furchen
- 1966 : Die Söhne der großen

## Teatro
- 1947: Der fröhliche Sünder, de Leonid Wassiljewitsch Solowjow y Viktor Witkowitsch, escenografía de Albert Fischel (Staatsschauspiel Dresden)
- 1950: König Johann, de William Shakespeare, escenografía de Martin Hellberg (Staatstheater Dresden)
- 1951: Das Glockenspiel des Kreml, de Nikolai Pogodin, escenografía de Martin Hellberg (Staatstheater Dresden)
- 1951: Missouri-Walzer, de Nikolai Pogodin, escenografía de Martin Hellberg (Staatstheater Dresden)
- 1952: : Der Mann mit dem Gewehr, de Nikolai Pogodin escenografía de Guido Reif (Staatstheater Dresden)
- 1953: Floridsdorf, de Friedrich Wolf, escenografía de Guido Reif (Staatstheater  Dresden)
- 1954: Das unvergeßliche Jahr 1919, de Wsewolod Witaljewitsch Wischnewski, escenografía de Hannes Fischer (Staatstheater Dresden)
- 1955: Wallenstein, de Friedrich Schiller, escenografía de Hannes Fischer (Staatstheater Dresden)